# Yadang: The Snitch
Yadang: The Snitch (en hangul, 야당; romanización revisada, Yadang) es una película surcoreana policíaca y de acción, dirigida por Hwang Byeong-guk y protagonizada por Kang Ha-neul, Yoo Hae-jin, Park Hae-joon, Ryu Kyung-soo y Chae Won-bin. Se estrenó en su país el 16 de abril de 2025, y obtuvo un gran éxito de público.

## Sinopsis
La palabra yadang puede traducirse como 'soplón': es un término jergal que alude a los delincuentes relacionados con el narcotráfico que proporcionan información a fiscales y policía, a cambio de beneficios económicos o reducciones de penas.
Lee Kang-soo, acusado y encarcelado por motivos falsos, recibe una oferta del fiscal Koo Gwan-hee: convertirse en yadang  a cambio de una reducción de pena. Kang-soo acepta el trato y comienza a revolucionar la investigación de drogas desde dentro. Mientras tanto, el ambicioso Gwan-hee asciende en la jerarquía con importantes redadas gracias a la información proporcionada por Kang-soo. Pero el detective de narcóticos Oh Sang-jae se encuentra constantemente en callejones sin salida debido a las dobles intenciones de Kang-soo. Con férrea determinación, Sang-jae comienza a investigar la conexión entre Kang-soo y Gwan-hee.

## Reparto
- Kang Ha-neul como Lee Kang-soo, un soplón que proporciona secretamente información sobre el mundo de las drogas a las agencias de investigación nacionales.[1][2]
- Yoo Hae-jin como Koo Gwan-hee, un fiscal ambicioso que empezó desde abajo.[1][3]
- Park Hae-joon como Oh Sang-jae, jefe de equipo de investigación de narcóticos.[1][4]
- Ryu Kyung-soo como Cho Hoon, el intocable hijo del candidato presidencial.[5][6]
- Chae Won-bin como Uhm Soo-jin, una celebridad caída en desgracia.[7][8][9]
- Woo Ji-hyun como Oh Jae-cheol, el hijo del presidente de Dong-in Flour Mills, el niño mimado de una familia chaebol.[10][11]
- Yoo Seong-ju como Yeom Tae-soo.
- Kwak Ja-hyung  como el detective Park.
- Kim Geum-soon como Kim Hak-nam, una traficante de drogas.
- Lim Sung-kyun como Chang-rak.
- Cho Wan-ki como el jefe Oh.
- Kang Ji-woon como un detective.
- Seo Kwang-jae.
- Kim Hyun-ji.[12]

## Producción
Yadang: The Snitch es una producción de Hive Media Corp. Medios periodísticos estimaban que el punto de equilibrio financiero estaba en los dos millones y medio de espectadores, meta que cumpliría con creces. La dirige el actor y director Hwang Byung-gook, que vuelve precisamente a dirigir catorce años después de su última película; el director de fotografía es Lee Mo-gae, que también lo fue en Emergency Declaration, The Battleship Island y 12.12: The Day.
La película nació de un artículo enviado por Won-guk Kim, director ejecutivo de Hive Media Corp., a Hwang Byung-gook, que trataba sobre el número cada vez mayor de detenidos anuales por delitos relacionados con drogas en Corea del Sur. A Hwang le llamó la atención la existencia de los yadang que mencionaba el artículo, y pensó en una trama que alertara sobre los peligros de la droga y la creciente gravedad de su presencia en la vida diaria. En la elección de actores, Hwang declaró que necesitaba «actores con una amplia gama de habilidades de actuación que pudieran transmitir bien las emociones y mostrar todo, desde la inocencia hasta la oscuridad».
En la preparación del filme, el director Hwang se entrevistó con más de cien personas entre miembros de la policía, condenados por drogas y también confidentes o yadang. Durante esta labor fue arrestado a cierto punto por la policía como sospechoso, y tuvo que someterse a un análisis de orina para determinar que no había asumido estupefacientes. Esa misma prueba se plasmó como una escena de la película. Como resultado de esa investigación previa, según Hwang aproximadamente la mitad de los personajes están basados en personas reales: «el fiscal político Gu Gwan-hee es un personaje en que se mezclan varios fiscales. El detective Oh Sang-jae, quien sufre la connivencia entre el partido de la oposición y los fiscales, se creó entrevistando a dos detectives que vivieron situaciones similares. La escena en la que un delincuente relacionado con drogas es arrestado en el centro de Gangnam y la escena en la que la fiscalía intercepta a un delincuente relacionado con drogas capturado por la policía en la estación de Yongsan también son hechos reales». Una escena de sexo grupal, que levantó polémicas en el país por su presunto sensacionalismo, fue filmada por Hwang sin «la intención de hacerla demasiado intensa», puesto que al documentarse supo de «cosas mucho peores que lo que hay en la película».
El 7 de junio de 2023 Plus M Entertainment anunció que había confirmado el reparto principal del filme, dirigido por Hwang Byung-gook, que comprendía a Kang Ha-neul, Yoo Hae-jin y Park Hae-joon, y que se estaba preparando ya el rodaje. En el caso de Park Hae-joon, coincidió con Hwang cuando actuaban en 12.12: The Day, ambos de uniforme porque sus personajes eran militares. Hwang aprovechó la circunstancia para ofrecer el papel a Park, para sorpresa de este pues ni siquiera sabía que fuera también director, y contó con la ayuda de Lee Mo-gae, director de fotografía en las dos películas, para convencerlo. En el papel principal femenino, Chae Won-bin resultó elegida después de audicionar a más de cien candidatas.
El rodaje de Yadang: The Snitch comenzó el 15 de julio de 2023 y finalizó en noviembre. El 14 de ese mes se celebró una fiesta de cierre del rodaje. Justo antes del comienzo del rodaje Park Hae-joon se rompió un brazo, por lo que hubo que posponer las escenas de acción y modificarlas también en parte.

### Promoción
El 29 de diciembre de 2024 el equipo de producción publicó un cartel en inglés para la distribución internacional. El 5 de febrero del año siguiente se confirmó que el estreno sería el 23 de abril y se reveló el cartel de lanzamiento.
El 13 de abril de 2025 se presentó la producción en una conferencia de prensa celebrada en el COEX Megabox en Samseong-dong, Gangnam-gu, Seúl, a la que asistieron el director Hwang Byung-gook, Ryu Kyung-soo, Park Hae-joon, Chae Won-bin, Yoo Hae-jin y Kang Ha-neul. Durante la misma declaró Hwang: «quería hacer una película que mantuviera a los espectadores sin aliento durante toda la película mientras hablaba sobre los peligros y la gravedad de las drogas, y que dejara una sensación refrescante al final».

### Versión ampliada
El éxito obtenido hizo que aumentaran entre la audiencia las expectativas acerca de una posible versión ampliada, tal y como sucedió en 2015 con Inside Men, que tras superar los cinco millones de espectadores estrenó una nueva versión con escenas que no habían tenido cabida en el primer montaje. Kim Won-guk, director ejecutivo de la productora Hive Media Corp., se mostró cauteloso al respecto pero confirmó que estaban evaluando esta hipótesis. Una hipótesis de trabajo para el director Hwang era cambiar la voz del narrador del personaje de Lee Kang-soo al fiscal Koo.

## Estreno y recepción
Cuando se anunció el estreno de la película en abril, surgió un malentendido en Internet provocado por el título, que puede interpretarse como 'partido de la oposición', de modo que muchos pensaron que se trataba de un filme político. Un avance lanzado el 10 de marzo subrayaba que no se trataba en absoluto de ese tema.
El estreno se había fijado en principio para el 23 de abril de 2025, pero el 31 de marzo la distribuidora anunció que se adelantaría una semana, al 16 de abril. Se exhibió en 1678 salas, y tuvo el primer día 85 657 espectadores. Su principal competidora en taquilla fue Mickey 17, que empezó con mucha fuerza, un cuarto de millón de espectadores solo el día del estreno, pero después decayó y terminó su andadura en salas con apenas tres millones, por debajo de las expectativas levantadas. Por el contrario, Yadang: The Snitch comenzó por debajo pero mantuvo un número bastante constante de espectadores entre la primera semana y las sucesivas. De hecho, si tradicionalmente se miraba mucho el número del primer día, en los últimos años el dato importante es la segunda semana. Ello es debido al cambio de comportamiento del público desde la pandemia de Covid-19, que ahora espera para elegir con cuidado la película. Los distribuidores han adaptado sus estrategias a la nueva situación y fían el éxito de las obras al boca a boca de los espectadores, además de hacer el mayor esfuerzo económico no antes sino después del estreno. Esto es precisamente lo que ha ocurrido con este título y otros estrenados por las mismas fechas, como La partida de go o Secret: Untold Melody.
Yadang: The Snitch superó a principios de mayo su punto de equilibrio financiero de 2,5 millones de espectadores, gracias a la gran afluencia debida a las vacaciones de la Semana Dorada. El 12 de mayo había alcanzado los 2 899 000 espectadores en 1850 salas, para una taquilla equivalente a 19 576 000 dólares, situándose por este concepto en primera posición entre las películas surcoreanas estrenadas en el año. Los medios de prensa esperaban que a principios de la semana siguiente superara la barrera de los tres millones, hecho que se cumplió el 13 de mayo. Este logro es aún más notable porque se logró con una clasificación R, por lo que debe renunciar a una parte importante de la audiencia. De hecho, se convirtió en la película más taquillera entre las clasificadas para mayores de 19 años desde la época de crisis del cine por el Covid-19.

### Crítica
Kim Eun-hyung (Hankyoreh) considera que la película, pese a haber sido concebida en 2021, llega a los cines en el momento perfecto, cuando los temas que presenta han adquirido gran actualidad. La trama se mueve «inteligentemente entre lo nuevo y lo familiar. La temática del soplón es novedosa, pero el desarrollo de los episodios es familiar». Muchos de sus personajes y escenas están tomados de la realidad, e incluso la que muestraal final a un fiscal inclinándose en una reverencia ante un poderoso traficante se dispuso para evocar la escena similar de Woo Byung-woo, entonces secretario principal del presidente para Asuntos Civiles, junto con abogados y fiscales que estaban siendo investigados por la fiscalía en relación con un escándalo en 2016.
Para la crítica de cine Yoon Seong-eun, «el hecho de que se estrenara en un momento en el que muchas personas experimentaban el absurdo de nuestra sociedad, como la colusión entre las clases privilegiadas, ayudó al éxito de taquilla de la película [...] El tema fresco del soplón, la trama de ritmo rápido que encubre parte de la dejadez y el nuevo encanto masculino del actor Kang Ha-neul parecen haber atraído a la audiencia».